# Olimpijski stadion u Kijevu
Olimpijski stadion u Kijevu (puno ime Nacionalni sportski kompleks Olimpijskij, ukrajinski: Національний спортивний комплекс "Олімпійський") višenamjenski je stadion u Kijevu, glavnom gradu Ukrajine. Koriste ga kijevski nogometni klub Dinamo. Izgrađen je 1923. pod nazivom Crveni Stadion. Kroz povijest, ime ovoga stadiona je nekoliko puta promijenjeno. 
Olimpijskom je stadionu UEFA ograničila kapacitet na 65 400 mjesta, 65 720 zajedno s mjestima predviđenim za izvjestitelje. Iako je, od svog otvorenja, nekoliko puta obnovljen, NSK Olimpiyskyj je najznačajnije renoviran 2011. godine za potrebe Europskog nogometnog prvenstva, koje se 2012. održalo u Ukrajini i Poljskoj.

## Vanjske poveznice
- Službena stranica

| Prethodnik:        | Domaćin finala UEFA Lige prvaka 2018. | Nasljednik:           |
| Millennium Stadium | Domaćin finala UEFA Lige prvaka 2018. | Stadion Metropolitano |